# Vargarnas dal - Bakhåll
Vargarnas dal bakhåll (originaltitel: Kurtlar Vadisi ) är en turkisk TV-serie.  Huvudpersonen är Polat Alemdar som spelas av Necati Şaşmaz.

## Handling
Efe Karahanli föddes i en rik familj med blev bortrövad av staten. Han adopterades av ett gammalt par som inte själva kunde få barn, han döptes till Ali Candan och fortsatte sitt liv med sina styvföräldrar. Han jobbade åt staten och efter en tid fick han ett uppdrag: Han skulle läggas in i maffian för att förstöra maffian inifrån. Han fick "låtsasdö" i en bilolycka och blev opererad till en helt ny människa, han bytte ansikte och namn, och blev  Polat Alemdar. Just nu pågår hans konflikter med andra personer som representeras olika länder. Tillsammans med sitt gäng med Memati Baş och Abdülhey Çoban så fortsätter han att skydda och bevara sitt land.